# ʿAjā'ib al-makhlūqāt wa gharā'ib al-mawjūdāt

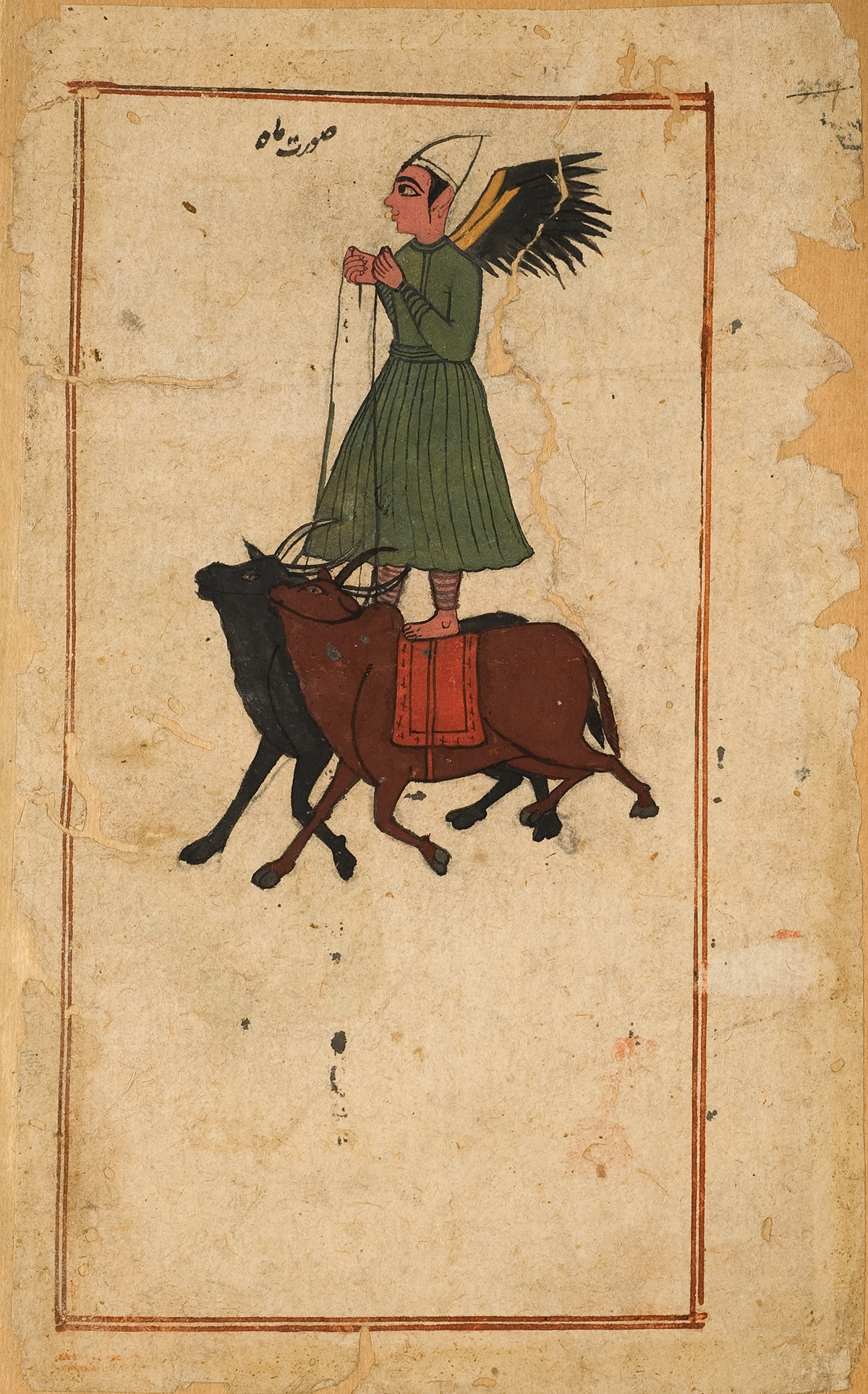
Illustration représentant la Lune dans une œuvre d'al-Qazwini

ʿAjā'ib al-makhlūqāt wa gharā'ib al-mawjūdāt (arabe : عجائب المخلوقات و غرائب الموجودات, littéralement Les Merveilles des choses créées et les curiosités des choses existantes) est une œuvre importante dans le domaine de la cosmographie par Zakariya ibn Muhammad ibn Mahmud Abu Yahya al-Qazwini qui est né en 600 (Calendrier musulman), soit en 1203.

## Contexte de l’œuvre
Al-Qazwini mentionne cinquante noms comme sources, dans les plus importants, nous avons des géographes et des historiens comme al-Istakhri, Ibn Fadlan, Al Masû'dî, Ibn Hawqal, al-Biruni, Ibn al-Athir, al-Maqdisi et al-Razi. Le travail d'Al-Qazwini est une compilation de sources connues et inconnues, il a influencé les futures œuvres de cosmologie islamique et de géographie islamique avec son style et son vocabulaire. La cosmographie d'Al-Qazwini n'est pas de la science pure, mais a pour but d'amuser les lecteurs en mêlant des explications scientifiques avec des histoires et de la poésie.

## Influence
Ahmed Bican Yazıcıoğlu a retravaillé la cosmologie d'Al-Qazwini en 1453, donnant aux lecteurs turcs une version abrégée (environ le cinquième de l'original) en turc, avec des ajouts supplémentaires. Le travail de Bican fut inclus par la suite par Giovanni Battista Donado
dans son Della Letteratura de Turchi, Venise (1688), dans un ensemble d’œuvres turques dont il jugeait qu'elles méritaient d'être traduites en italien.